# Apanteles orus
Apanteles orus är en stekelart som beskrevs av Nixon 1965. Apanteles orus ingår i släktet Apanteles och familjen bracksteklar. Inga underarter finns listade i Catalogue of Life.